# Списък на глави на Седемте смъртни гряха
Седемте смъртни гряха (на японски: 七つの大罪 : Nanatsu no Taizai) е японска фентази манга, написана и илюстрирана от Накаба Сузуки. Той е част седмичното списание „Шоунен“ на Kodansha от октомври 2012 г., като главите са събрани в тридесет и един тома от 17 април 2018 г. Мангата се отличава с подобна на европейската средновековна епоха група рицари, седем смъртни гряха.

## Списък с томове и глави
Това е списък с томовете и главите на мангата Седемте смъртни гряха.
| Том | Глава | Дата на японско издаване | Дата на английско издаване |
| --- | --- | ------------------------ | -------------------------- |
| 1   | Първа част: „Сагата за Светите рицари“ Въведение 1. Седемте смъртни гряха (七つの大罪 „Нанацу но тайзай“) 2. Мечът на светия рицар (聖騎士の剣 „Сеикиши но кен“) 3. Какво трябва да правиш (自分がやるべきこと „Джибун га ярубеки кото“) Гората на белите сънища 4. Грехът в Спящата гора (眠れる森の罪 „Немуреру мори но цуми“) 5. Мрачни спомени (暗闇の記憶 „Кураями но киоку“) | 15 февруари 2013 г.      | 25 март 2014 г.            |
| 2   | 6. Светият рицар Гилтундер (聖騎士ギルサンダ „Сеикиши Гирусанда“) 7. Мрачният затворник (暗闇の虜囚 „Кураями но рйошу“) Тъмницата Басте 8. Мечтата на момиче (少女の夢 „Шоуджо но юме“) 9. Без докосване (触れてはならない „Фурете уа наранаи“) 10. Невиждана злоба (見えざる悪意 „Меизару акуи“) 11. Дори ако умреш (たとえあなたが死んでも „Татое аната га шиндемо“) 12. Хаотична група (混沌の宴 „Контон но утаге“) 13. Готов за жертва (捧げる覚悟 „Сасагеру какуго“) 14. Експлозия (エクスプロージョン „Екусупуроджон“) | 17 април 2013 г.         | 13 май 2014 г.             |
| 3   | 15. Заловени по време на събрание (再会のとばっちり „Саикаи но тобакчири“) 16. Стихотворение за началата (はじまりの詩 „Хаджимари но ута“) Столица на мъртвите 17. Приготвяне на буря (嵐の予感 „Араши но йокан“) 18. Докосващо събрание (感動の再会 „Кандо но саикаи“) 19. Грехът на алчността (強欲の罪 „Гойоку но цуми“) 20. Две пътища (二つの道 „Футацу но мичи“) 21. Рицарят на отмъщението (リベンジ • ナイト „Рибенджи • найто“) 22. Преследвач на страха (恐るべき追跡者 „Осорубеки цуисеки-ша“) Екстра 1. Нищо не е изхабено (無駄なものなんて何 „Муда но моно нанте нани хитоцу“) | 17 юни 2013 г.           | 8 юли 2014 г.              |
| 4   | 23. Някой ден, заклевам се (いつか必ず „Ицука канаразу“) 24. Преследваните легенди (追いつめられる伝説たち „Оицумерареру денсецу-тачи“) 25. Четири на един, ако всичко е наред (よろしければ四対一で „Йорошикереба 4 таи 1 де“) 26. Сбогом на починалия (死者たちとの別れ „Шиша-тачи то но Уакаре“) Вейзелският боен фестивал 27. Жесток дъжд (無情の雨 „Муджо но аме“) 28. Опасен човек (キケンなオトコ „Кикен на отоко“) 29. Мрачен пулс (暗黒の脈動 „Анкоку но мякудо“) Странична история 1. Бандитът Бан (バンデット・バン „Бандето Бан“) | 16 август 2013 г.        | 9 септември 2014 г.        |
| 5   | 30. Съберете се, вие, фестивални копелета (集まれ！お祭り野郎共 „Ацумате! Омацури яре-домо“) 31. Вейзелският боен фестивал (バイゼル喧嘩祭り „Баизеру кенка мацури“) 32. Редица от силни мъже (強者そろいぶみ „Цувамоно сороибуми“) 33. Признаци на велик хаос (大荒れ模様 „Оаре мойо“) 34. Мелиодас срещу Бан (メリオダフ対バーン „Мериодасу таи Бан“) 35. Ограбеният Мелиодас (奪われたメリオダス „Убауарета Мериодасу“) 36. Този момент на примигване (瞬きするその刹那 „Мабатаки суру соно сецуна“) 37. Наближаваща случайна среща (近づく邂逅 „Чиказуку каико“) | 17 октомври 2013 г.      | 11 ноември 2014 г.         |
| 6   | 38. Шанс и необходимост (偶然と必然 „Гузен то хицузен“) 39. Дългогодишна злоба (積年の思い „Секинен но омои“) 40. Финалите на Вейзелския боен фестивал (バイゼル喧嘩祭り決勝戦 „Баизеру кенка мацури кесшосен“) 41. Повдигаща косата оръдие (戦慄のカノン „Сенрицу но канон“) 42. Демонски реактор (デーモン・リアクター „Демон риакута“) 43. Опасен залог (危険な賭け „Кикен на каке“) 44. Обратно броене към отчаянието (絶望へのカウントダウン „Зецубо е но каунтодаун“) 45. Карнавал на жестокостта (暴虐のカーニバル „Богяку но канибару“) 46. Защото сме сестри (姉妹だもんね „Шимаи да мон не“) | 17 декември 2013 г.      | 13 януари 2015 г.          |
| 7   | 47. Апостол на разрушението (破壊の使徒 „Хакаи но шито“) 48. Щастливо унищожение (めでたく全滅 „Медетаку Зенмецу“) 49. Неизбежно отстъпление (余儀なき敗走 „Йогинаки Хаисо“) 50. След фестивала (祭りのあとの „Мацури но ата но“) Бронирания гигант 51. В дълбините на сърцето (胸の奥 „Муне но оку“) 52. Истината зад слуховете (噂の真相 „Уваса но шинсо“) 53. Бронираният гигант срещу Ревът на зората (鎧巨人 対 暁闇の咆哮 „Ама джаианто таи дон роа“) 54. Мъжът който не мръдна (動かなかった男 „Угоканаката отоко“) | 17 февруари 2014 г.      | 17 март 2015 г.            |
| 8   | 55. Този човек, и неговото безсърдечие (その男、無情につき „Соно отоко муджо но цуки“) 56. Нечестив рицар (アンホーリィ・ナイト „Анхори・Наито“) 57. Сцената на един далечен ден (遠き日の風景 „Токи хи но фукеи“) 58. Предполагаема готовност (背負う覚悟 „Сеоу какуго“) 59. Нечетливият мъж (読めない男 参入 „Йоменаи отоко саню“) Проникване в кралството 60. Приближаващият хаос (にじみ出す混沌 „Ниджимидасу контон“) 61. Легендите се побъркват (駆りたてられる伝説たち „Каритатерареру денсецу-тачи“) 62. Дяволът няма да спре (駆りたてられる伝説たち „Акуто уа томаранаи“) Екстра 2. Където принадлежи (彼の居場所 „Каре но ибашо“) | 17 април 2014 г.         | 12 май 2015 г.             |
| 9   | 63. Артур Пендрагон (アーサー・ペンドラゴン „Аса Пендарагон“) 64. Стратегия за нахлуване в кралството (王国侵入作戦！！ „Ококу шин'ню сакусен!!“) 65. Неизбежен сблъсък (回避しえぬ衝突 „Каихи шиену шотоцу“) 66. Първата жертва (最初の犠牲 „Саишо но гисеи“) 67. Пропукване (亀裂 „Кирецу“) 68. Поразителна разлика в бойната сила (圧倒的戦力差 „Атотеки сенрйоку-са“) 69. За всичко си има първи път (初体験は誰にでもある „Хацу Таикен уа даре ни демо ару“) 70. Капитанът на адския огън на светите рицари (業火の聖騎士長 „Гока но сеикиши-чо“) 71. Какво лежи в сенките (闇に在るもの „Ями ни ару моно“) | 17 юни 2014 г.           | 28 юли 2015 г.             |
| 10  | 72. Мъжът който закъсня (遅すぎた男 „Осо сугита отоко“) 73. Ако ме убие (この命にかえても „Коно иночи ни каете мо“) Станична история 2. Кралят на феите, който чакаше напразно (まちぼうけの妖精王 „Мачибоке но йосеи-о“) 74. Изпълнено обещание (果たされる約束 „Харасареру якусоку“) 75. Причината да си крал (王たる所似 „О тару юен“) 76. Чувствата на принцесата (王女たちの想い „Оджо-тачи но омо“) 77. Чувствата към нея (あのコへの想い „Ано ко е но омои“) 78. В замяна на моя живот (命と引きかえに „Иночи то хикикае ни“) | 16 август 2014 г.        | 8 септември 2015 г.        |
| 11  | 79. Още веднъж (今一度 „Има ичидо“) 80. Драматичен устрем за обрат (怒涛の逆転劇 „Дото но гякутен геки“) 81. Мелиодас удря (メリオダスの一撃 „Мериодасу но ичигеки“) 82. Заклинанието на храбростта (勇気のまじない „Юки но маджинаи“) 83. Пламналия глиган (紅蓮の豚 „Гурен но бута“) 84. Въпросът е уреден (一件落着 „Ичен ракучаку“) 85. Партито започва (宴の始まり „Утаге но хаджимари“) 86. Заплахата се наближава (今そこに迫る脅威 „Има соко ни семару кйои“) Естра 3. Вечният момент (永遠の刹那 „Еиен но сецуна“) | 17 октомври 2014 г.      | 17 ноември 2015 г.         |
| 12  | 87. Гняв и алчност (<憤怒>と<強欲> „Фуну то гойоку“) 88. Ад на земята (この世の地獄 „Коно йо но джикгоку“) 89. Сърдечна надежда (切なる願い „Сецунару негаи“) 90. Какво мога да направя за теб (君のためにできること „Кими но таме ни декиру кото“) 91. Отвратително съществуване (忌むべき存在 „Имубеки Сонзаи“) 92. Последната решаваща битка започва (最終決戦開始 „Саисну кесен каиши“) 93. Червен и пепел (赤と灰 „Ака то хаи“) 94. Появата на отчаянието (絶望降臨 „Зецубо корин“) 95. Победена надежда (潰える希望 „Цуиеру кибо“) Екстра 3. Партньори (相棒 „Аидо“) | 17 декември 2014 г.      | 26 януари 2016 г.          |
| 13  | 96. Хоук (ホーク „Хоку“) 97. Елизабет (エリザベス „Еризабесу“) 98. Молитва (祈り „Инори“) 99. Решителност (決着 „Кекчаку“) 100. Героите (英雄たち „Еию-тачи“) Втора част: „Сагата за Десетте заповеди“ Пост-проникване в кралството 101. Силата на любовта (愛の力 „Аи но чикара“) 102. Предчувствие на раздяла (別れの予感 „Уакаре но йокан“) 103. Ново пътешествие (新たなる旅立ち „Аратанару табидачи“) 104. Завръщането на краля на феите (妖精王の帰還 „йосеи-о но кикан“) Екстра 4. Напълно променен свят (一変する世界 „Ипен суру секаи“) | 17 февруари 2015 г.      | 29 март 2016 г.            |
| 14  | 105. Никой (何者でもない „Нанимоно демо наи“) 106. Магическото око на Берол (バロールの魔眼 „Барору но маган“) 107. Търси истината (真実を求めて „Шинджицу о мотомете“) Албион 108. Нежно пробуждане (優しい目覚め „Ясаши мезаме“) 109. Земетресение (激震 „Гекишин“) 110. Изповед (告白 „Кокухаку“) 111. Човекът има своето мнение (男の言い分 „Отоко но ибун“) 112. Съществуване и доказателство (存在と証明 „Сонзаи то шомеи“) 113. Разкритие (啓示 „Кеиджи“) | 17 април 2015 г.         | 10 май 2016 г.             |
| 15  | 114. Изгубените герои (とまどう英雄たち „Томадо еию-тачи“) 115. Кошмар, втора част (悪夢ふたたび „Акуму футатаби“) 116. Изгубеното съкровище Лоствейн (神器ロストヴェイン „Джинги Росутовеин“) 117. Двамата крале на феите (二人の妖精王 „Футари но йосеи-о“) 118. Сблъсък! Гората на краля на феите (激突！！妖精王の森 „Гекитоцу!! Йосеи-о но мори“) 119. Десетте заповеди в движение (十戒始動 „Джикаи шидо“) 120. Огромно насилие (圧倒的暴力 „Атто-теки борйоку“) 121. Непредсказуем (予測不能 „Йосоку фуно“) Екстра 5. Харлекуин и Хелбрам (ハーレクインとヘルブラム „Харекуин то Херубураму“) | 17 юни 2015 г.           | 12 юли 2016 г.             |
| 16  | Истар 122. Атаката на демоните (魔神族の進攻 „Маджин-зоку но шинко“) 123. Изкупуващият греховете си, капитан на светите рицари (償いの聖騎士長 „Цунаги но суикиши-чо“) 124. Какво донесе приятелството (友情がもたらしたもの „Юджо га мотарашита моно“) 125. Победи десетте заповеди!! (打倒〈十戒〉 „Дато джикаи“) 126. Където водят спомените (記憶が目指す場所 „Киоку га мезасу башо“) Странична история 3. Младото момиче сънува сън, койти никога няма да се сбъдне (少女は叶わぬ夢を見る „Шоджо уа канауану юме уо миру“) 127. Повторна среща с отчаянието (絶望との再会 „Зецубо то но саикаи“) | 12 август 2015 г.        | 6 септември 2016 г.        |
| 17  | 128. Арогантно съществуване (その存在 傍若無人 „Соно сонзаи боджакубуджин“) 129. Свещената земя на друидите (ドルイドの聖地 „Доруидо но сеичи“) 130. Болката, която убива нежно (やさしく貫く その痛み „Ясашико цурануку соно итами“) 131. Обещание към любимата ми (愛する者との約束 „Аи суру моно то но якусоку“) 132. Какво ни липсва (僕たちに欠けたもの „Бокутачи но какета моно“) 133. Нетърпение и тревожност (焦りと不安 „Асери то фуан“) 134. За теб, който вече не си моя капитан (もう団長ではない君へ „Мо данчо де уа наи кими е“) 135. Само поздрав (ほんの挨拶 „Хоно аисацу“) | 16 октомври 2015 г.      | 29 ноември 2016 г.         |
| 18  | 136. Разпространяване на страх (散開する恐怖 „Санкаи суру кьофу“) 137. Между теб и мен (僕と君の間に „Боку то кими но аида ни“) Рейвънс 138. Борба с мрака (闇との戦い „Ями то но татакаи“) 139. Разкажи ми за миналото (昔の話を聞かせて „Мукаши но ханаши уо кикасете“) 140. Крадецът и момчето (盗賊と少年 „Тозоку то шонен“) 141. Баща и син (父親と息子 „Чичиоя то мусуко“) 142. Където намираме любовта (愛の在り処 „Аи но арика“) 143. Викът на светеца (聖女の叫び „Сеиджо но сакеби“) 144. Този човек върви по пътя на алчността (その男〈強欲〉につき „Соно отоко (гойоку) ни цуки“) | 17 декември 2015 г.      | 17 януари 2017 г.          |
| 19  | 145. Красива душа (美しき魂 „Уцукушики тамаши“) 146. Сбогом, скъпи ми крадецо (さらば愛しき盗賊 „Сараба итошики тозоку“) 147. Преследване от смъртта (死の猛追 „Ши но моцуи“) 148. Играта на Галанд (ガラン・ゲーム „Гаран гему“) 149. Магията на Галанд (ガランの魔力 „Гаран но марйоку“) 150. Господар на слънцето (太陽の主 „Таийо но аруджи“) Великият боен фестивал 151. Сцената ни очаква (舞台がボクらを待っている „Бутаи га бокура уо матте иру“) 152. Привлечени от светлината на свещта (燭光にさそわれて „Шоко ни сасоуарете“) 153. Смразяваща кръвта изповед (戦慄の告白 „Сенрицу но кокухаку“) | 17 февруари 2016 г.      | 7 март 2017 г.             |
| 20  | 154. Демонът се усмихва (悪魔は微笑む „Акума уа хохоему“) 155. Лабиринтът със смъртоносните капани (死の罠の迷宮 „Ши но уана но меикю“) 156. Състезание за проучване на лабиринта (迷宮探索競技 „Меикю тансаки кйоги“) 157. Състезателите които танцуват бясна жига (乱れ舞い踊る挑戦者たち „Мидаре маиодору чозеншатачи“) 158. Смелите веселяци (狂宴の勇者たち „Кйоен но юша-тачи“) 159. Не са необходими думи (言葉はいらない „Котаба уа иранаи“) 160. Давайте!! Пробивайте! (ゴー！！ブレイクスルー „Го!! Буреикусуру!“) 161. Легендарните фигури (伝承の者共 „Деншо но монодомо“) 162. Кой ще сподели съдбата им (運命の共闘者は誰だ！？ „Унмеи но кйото-ша уа даре да!?“)                                                                                       | 15 април 2016 г.         | 9 май 2017 г.              |
| 21  | 163. Принцесата и свещената девица (王女と聖女 „Оджо то сеиджо“) 164. Тези, които никога няма да се предадат (譲らぬ者共 „Юзурану монодомо“) 165. Несъответстващи любовници (ちぐはぐラバーズ „Чигухагу рабазу“) 166. Какво пониква там (そこに芽吹くもの „Соко ни мебуку моно“) 167. Какво е скъпоценното в теб (キミの中の大切な „Кими но нака но таисецуна“) 168. План за изтребление на десетте заповеди (〈十戒〉殲滅作戦 „<Джикаи> Сенмецу сакусен“) 169. Легендарният най-слаб свят рицар („Денсецу но саиджаку сеикиши“) 170. От когото проблясва светлината (その光は誰が為に „Соно хикари уа дарегатаме ни“) Екстра 6. Голото сърце (ハダカのココロ „Хадака но кокоро“)                                                                                     | 15 юни 2016 г.           | 11 юли 2017 г.             |
| 22  | 171. Времето е дошло (時は来たれり „Токи уа китарери“) 172. За вас, които някога бяхте мои приятели (かつて友だった お前たちへ „Кацуте томодата омаетачи е“) 173. Мракът се спуска (闇は降り立つ „Ями уа оритацу“) 174. Мелиодас срещу Десетте заповеди (メリオダス ｖｓ．〈十戒〉 „Мериодасу версус <Джикаи>“) 175. За нашия любим Мелиодас (大好きなメリオダスへ „Даисукина Мериодасу е“) 176. Мракът говори (闇は語る „Ями уа катару“) 177. Какво мога да направя за теб (僕が君にしてあげられること „Боку га кими ни шите агерареру кото“) Битка за защитата на Лионес 178. Британия в мрак (暗黒のブリタニア „Анкоку но Буританиа“) 179. Имайте надежда (希望を求めて „Кибо уо мотомете“)                                                                        | 17 август 2016 г.        | 19 септември 2017 г.       |
| 23  | 180. Странстващият рицар (さまよえる騎士 „Самайоеру киши“) 181. Великият свят рицар Заратрас (聖騎士長ザラトラス „Сеикиши-чо Зараторасу“) 182. Определена топлота (たしかなぬくもり „Ташикана нукумори“) 183. Опасна зона (デンジャーゾーン „Денджа зон“) 184. Мега сблъсък!! (超激突！！ „Чо-гекитоцу“) 185. Гордост срещу любов (〈傲慢〉 ｖｓ. 〈慈愛〉 „<Гоман> версус <Джиаи>“) 186. Войната за защитата на Лионес (リオネス防衛戦 „Рионесу боеи-сен“) 187. Умрете, всички злини (滅びよ邪悪な者共よ „Хороби йо джааку на монодомо йо“) 188. Завръщането на Греховете (〈罪〉の帰還 „<Цуми> но кикан“) | 17 октомври 2016 г.      | 14 ноември 2017 г.         |
| 24  | 189. Героят се изправя!! (英雄 立つ！！ „Еию тацу!!“) 190. Парти на демони (魔宴 „Маен“) 191. Ненаситни жени (満たされぬ女 „Митасарену она“) 192. Мечът, който ще спаси моите приятели (友を救う その剣 その魂 „Томо уо сукуу соно кен соно тамаши“) 193. Великият свят рицар от стомана (覚悟の聖騎士長 „Какуго но сеикиши-чо“) 194. Жестока надежда (残酷なる希望 „Занкокунару кибо“) 195. Битката за защитата на Лионес приключва (リオネス防衛戦終結！ „Рионесу боеи-сен шукецу!“) 196. Докато ти си тук (君がいるだけで „Кими га иру даке де“) 197. На всеки свой собствен отговор (それぞれの答え „Сорезоре но котае“) Екстра 7. Греховете на почивка (大罪 Ｖａｃａｔｉｏｎ „Тайзай вакейшън“)                                                                 | 16 декември 2016 г.      | 23 януари 2018 г.          |
| 25  | Спомени от Свещената война 198. Великанът и феята (巨人と妖精 „Кйоджин то йосеи“) 199. Тези без светлина (光なき者たち „Хикари накиша-тачи“) 200. Спомени от Свещената война (聖戦の記憶 „Сеисен но киоку“) 201. Тези които се борят заедно (共闘する者たち „Кйото суру моно-тачи“) 202. Главните играчи на Свещената война (聖戦の役者たち „Сеисен но якуша-тачи“) 203. Планът на Лудошел (リュドシェルの計画 „Рюдошеру но кеикаку“) 204. Нека бъде светлина (光あれ „Хикари аре“) 205. Десетте заповеди срещу Четирите архангела (十戒 ｖｓ．四大天使 „Джикаи версъс Йон даитенши“) 206. Ревът на звяра (野獣 吼える „Яджу хоеру“) Странична история 4. Куклата иска любов (人形は愛を求めて „Нингйо уа аи о мотомете“)                                             | 17 март 2017 г.          | 13 март 2018 г.            |
| 26  | 207. Звярът на разрушението Индура (破壊獣インデュラ „Хакаи-джу Индеюра“) 208. Елизабет срещу Индура (エリザベス ｖｓ．インデュラ „Еризабесу версус Индеюра“) 209. Обясни ми тези чувства (教えてください この気持ちを „Ошиетекудасаи коно кидочи уо“) 210. Водовъртеж от емоции (感情メイルシュトローム „Канджо меирушуторому“) 211. Този който казва сбогом (さよならを告げる人 „Сайонара уо цугеру хито“) 212. Дар (贈り物 „Окуримоно“) 213. Това наричаме любов (それをボクらは愛と呼ぶ „Соре уо боку-ра уа аи то йобу“) Екстра 8. Нежен начин за разваляне на магия (やさしい魔法の解きかた „Ясаши махо но токиката“) Екстра 9. Какво искам да ти кажа (キミに伝えたいのは „Кими ни цутаетаи но уа“) Екстра 10. Хоук Алчни (〈物欲〉のホーク „Буцуйоку но Хоку“) | 17 май 2017 г.           | 1 май 2018 г.              |
| 27  | 214. Вече не мога да достигам теб от онзи ден (あの日の君にはもう届かない „Ано хи но кими ни хамоу тодоканаи“) 215. Екзекуторът Зелдрис (処刑人ゼルドリス „Шокеи хито Зерудорису“) 216. Напред, към края на Греховете (いざ、大罪集結へ！！ „Иза, Тайзай шукецу е!!“) Коранд 217. Където е сърцето (心の在り処 „Кокоро но арика“) 218. Значи се срещаме отново („Мата аета не“) 219. Възстановяване на героите (英雄たちの休息 „Еию-тачи но кюсоку“) 220. Пирът на героите (英雄たちの宴 „Еию-тачи но утаге“) 221. Просто бъде искрен (ただ ひたすらに „Тада хитасура ни“) 222. Прокълнатите любовници (呪われし恋人たち „Нороуареши коибито-тачи“) | 14 юли 2017 г.           | 3 юли 2018 г.              |
| 28  | 223. Заблудени любовници (とまどう恋人たち „Томадо коибито-тачи“) 224. По този начин живеем ние (それが僕らの生きる道 „Соре га бокурано икиру мичи“) 225. До разрушения град (滅びし廃都へ „Хоробиши хаито е“) 226. Див (アラクレ „Аракуре“) 227. Сблъсък! Сблъсък!! Сблъсък!!! (激突！激突！！激突！！！ „Гекитоцу! Гекитоцу!! Гекитоцу!!!“) 228. Богинята и святата девица (女神と聖女 „Мегами то сеиджо“) 229. Любовта е силата на девицата (愛は乙女の力 „Аи уа отоме но чикара“) 230. Избраните воини (選ばれし戦士たち „Ерабареши сенши-тачи“) 231. Гордост срещу Гняв (〈傲慢〉vs.〈憤怒〉 „„Гоман“ версус „Фундо““) | 17 октомври 2017 г.      | 25 септември 2018 г.       |
| 29  | 232. Всемогъщият срещу Най-голямото зло (最強 ｖｓ．最凶 „Саикьо версус Саикьо“) 233. Щета (ダメージ „Дамеджи“) Трета част: „Сагата за Свещената война“ Подготовка за Новата свещена война 234. Врата към неизвестното (未知への扉 „Мичи е но тобира“) 235. Нова заплаха (新たなる脅威 „Аратанару кьои“) 236. Рандеву с отчаянието (絶望ランデブー „Зецубо рандебу“) 237. Умиротворителния демон (おしゃぶりの鬼 „Ошабури но они“) 238. Отваряне на път (生まれた隙 „Умарета суки“) 239. За нашия капитан (団長へ „Данчо е“) 240. Основата на бъдещето (未来への礎 „Мирай е но ишизуе“) Екстра 11. Прокълнатият годеж (呪いの婚約 „Норои но кон'яку“) | 15 декември 2017 г.      | 27 ноември 2018 г.         |
| 30  | 241. Наследствена душа (受け継がれる魂 „Укецугареру тамаши“) 242. Седемте смъртни гряха приключват (<七つの大罪> 終結 „„Нанацу но тайзай“ шукецу“) 243. Така той се впусна в своето пътешествие (そして彼は旅に出る „Сошите каре уа таби ни деру“) 244. Избраната принцеса (選ばれし王女 „Ерабареши оджо“) 245. Походът на светците (聖者の行進 „Сеиджа но кошин“) 246. Случайна среща (邂逅 „Каико“) 247. Събиране (回収 „Каишу“) 248. Нашия избор (ボクたちの選択 „Боку-тачи но сентаку“) 249. Сделка (取引 „Торихики“) | 16 февруари 2018 г.      | 8 януари 2019 г.           |
| 31  | 250. Характер (構図 „Козу“) 251. Пактът на Свещената война (聖戦協定 „Сейсен кьотеи“) 252. Съдба (宿怨 „Шукуен“) 253. Изгубената грация (失われし恩寵 „Ушинауареши ончо“) 254. Камелот в отчаяние (絶望のキャメロット „Зецубо но кямерото“) 255. Дете на надеждата (希望の子 „Кибо но ко“) 256. Пронизителният свещен меч (貫く聖剣 „Цурануку сейкен“) Новата свещена война 257. Нападателният поход (出撃の時 „Шуцугеки но токи“) 258. Свещената война започва (聖戦開始 „Сейсен каиши“) | 17 април 2018 г.         | 5 март 2019 г.             |
| 32  | 259. Разрушената от войната Британия (戦渦のブリタニア „Сенка но Буританиа“) 260. Каквото искам да ти кажа (キミに伝えたいこと „Кими ни цутаетаи кото“) 261. Изгубената котка (迷子の猫 „Маиго но неко“) 262. Този, объркан от мрака (闇に歪む者 „Ями ни югаму моно“) 263. Разпръскване на мрака (闇爆ぜる „Ями хазеру“) 264. Извитият, изкривеният, счупен мъж (歪み捻じれ壊れる男 „Югами неджире коуареру отоко“) 265. Берсеркска любов (暴走する愛 „Босо суру аи“) 266. Следваният и последователят (追う者 追われる者 „О моно оуареру моно“) | 15 юни 2018 г.           | 14 май 2019 г.             |
| 33  | 267. От рая (天空より „Тенку йори“) 268. От чистилището (煉獄より „Ренгоку йори“) 269. Животът в чистилището (煉獄ライフ „Ренгоку райфу“) 270. Среща с неизвестното (未知との遭遇 „Мичи то но согу“) 271. Искрени чувства (一途なる想い „Ичизу нару омой“) 272. Славна битка ((永劫する戦い „Еиго суру татакаи“) 273. Жертвите на Свещената война (聖戦の犠牲者 „Сеисен но гисейша“) 274. Падналият ангел на отчаянието – Маел (絶望の堕天使マエル „Зецубо но датенши маеру“) 275. Сърца като едно (心を一つに „Кокоро уо хитоцу ни“) | 17 август 2018 г.        | 23 юли 2019 г.             |
| 34  | 276. Тъжен удар (悲しき一撃 „Канашики ичигеки“) 277. Няма начин да се освободим от любовта (愛から自由になる術はない „Аи кара джию ни нару субе уа най“) 278. Въздигнете се против отчаянието!! (絶望に立ち向かえ!! „Зецубо ни тачимукае!!“) 279. Звукът на победоносната камбана (勝利の鐘の音 „Шори но кане но не“) 280. Срутване (崩壊 „Хокай“) 281. Кралят на феите срещу Ангела на смъртта (妖精王vs.死の天使 „Йосеи-о версус Ши но тенши“) 282. Гоутер срещу Маел (ゴウセルvs.マエル „Гоусеру версус Маеру“) 283. Желанието да оцелееш (生還への渇望 „Сеикан е но кацубо“) 284. Врата към надеждата (希望への扉 „Кибо е но тобира“) | 16 ноември 2018 г.       | 17 септември 2019 г.       |
| 35  | 285. Какво има напред (その先に在るもの „Соно саки ни ару моно“) 286. Светкавица (閃光 „Сенко“) 287. Принц на мрака (暗黒の王子 „Анкоку но оджи“) 288. Операция „Бог“ („Оперешон „Годо““) 289. Гордост срещу Благочестие (〈傲慢〉ｖｓ.〈敬神〉 „<Гоман> версус <Кеишин>“) 290. Коварните личинки (小賢しき蛆虫たち „Козакашики уджимуши-тачи“) 291. Око за око, зъб за зъб (目には目を 歯には歯を „Ме ни уа ме уо, ха ни уа ха уо“) 292. Проявата на кошмара – завръщането на надеждата (悪夢の顕現 希望の帰還 „Акуму но кенген кибо но кикан“) 293. Този „някой ден“ е сега (「いつか」が叶う時 „„Ицука“ га канау токи“) | 17 януари 2019 г.        | 19 ноември 2019 г.         |
| 36  | 294. Надежда, раздор и отчаяние (希望と葛藤と絶望 „Кибо то като то зецубо“) 295. Събралите се (集結するものたち „Шукецу суру моно-тачи“) 296. Като твой приятел, като твой по-голям брат (友として 兄として „Томо тошите ани тошите“) 297. Спасението на слънцето (太陽の救済 „Таийо но кюсаи“) 298. Маел срещу Зелдрис (マエルvs.ゼルドリス „Маеру версус Зерудорису“) 299. Всичко ще замръзне (すべてが凍り付く „Субете га коорицуку“) 300. Кралят на демоните – Мелиодас (魔神王メリオダス „Маджин-о Мериодасу“) 301. Чувствата на всички (みんなの想い „Мина но омой“) 302. Всички те очакват (みんながキミを待っている „Мина га кими уо мате иру“) Екстра 12. Сестра (妹よ „Ане йо“)                                                                             | 17 април 2019 г.         | 21 януари 2020 г.          |
| 37  | 303. Всички ще са твоята сила (みんながキミの力になる „Мина га кими но чикара ни нару“) 304. Желанието на Екзекутора (処刑人は願う „Шокеинин уа негау“) 305. Смъртна агония (断末魔 „Данмацума“) 306. Последната спирка на дълго пътешествие (永き旅の終着 „Нагаки таби но шучаку“) Кралят на демоните 307. Епилог 1 (エピローグ 1 „Епирогу 1“) 308. Епилог 2 (エピローグ 2 „Епирогу 2“) 309. Епилог 3 (エピローグ 3 „Епирогу 3“) 310. Сбогом (お別れ „О уакаре“) 311. Все още не е приключило (まだ終わらない „Мада оуаранай“) | 17 юни 2019 г.           | 24 март 2020 г.            |
| 38  | 312. Избухване на война (開戦 „Кайсен“) 313. Братя на съдбата (宿命の兄弟 „Шукумеи но кйодай“) 314. Безмилостно спасение (無慈悲なる救済 „Муджихи нару кюсай“) 315. Последната битка (最終戦争 „Саишу сенсо“) 316. Индура на покровителството (主恩のインデュラ „Шуон но Индура“) 317. Горда решителност (傲慢なる決意 „Гоман нару кецуи“) 318. Хаотична битка (混迷の戦況 „Конмей но сенкйо“) 319. Непростима безизходица (許されざる膠着 „Юрусарезару кочаку“) 320. Братята на отчаянието (絶望の兄弟 „Зецубо но кйодай“) | 17 септември 2019 г.     | 26 май 2020 г.             |
| 39  | 322. Гласът, който вика твоето име (キミの名を呼ぶ声 „Кими но на уо йобу кое“) 323. Тук съм (ボクはここにいる „Боку уа коко ни иру“) 324. Обещание към моя брат (兄弟の約束 „Кйодай но якусоку“) 325. Тези, които се съпротивляват (抗う者たち „Арагау моно-тачи“) 326. Седемте смъртни гряха срещу Кралят на демоните (＜七つの大罪＞vs.魔神王 „Нанацу но тайзай версус Маджин-о“) 327. Човекът, който се казва „Есканор“ (エスカノールという男 „Есуканору то иу отоко“) 328. Крайният (天上天下唯我独尊の極み „За уан арутимето“) Странична история 5. Кралят пее за самотата | 15 ноември 2019 г.       |                            |
| 40  | 321. Светлина (光 „Хикари“) 329. Зелдрис срещу Кралят на демоните(ゼルドリスvs.魔神王 „Зерудорису версус Маджин-О“) 330. Борбата (あがき „Агаки“) 331. Свят, който не е достатъчно голям и за двама ни (倶に天を戴かず „Томо ни тен уо итадаказу“) 332. Възмездие (代償 „Даишо“) 333. Гордостта, Лакомията и белези (傲慢と暴食と傷跡 „Гоман то бошоку то кизуато“) 334. Краят на една епоха (一つの時代の終わり „Хитоцу но джидаи но оуари“) Хаосът 335. Това което магьосницата е търсела (魔女が求めつづけたもの „Маджо га мотомецузукета моно“) 336. Кралят на хаоса (混沌の王 „Контон но о“) 337. Мерлин (マーリン „Марин“) | 17 февруари 2020 г.      |                            |
| 41  | 338. Раздяла (決別 „Кецубецу“) 339. Вкус от Хаоса (混沌の一端 „Контон но итан“) 340. Липсваш ми (会いたかったから „Аитаката кара“) 341. Кат Палуг (キャス・パリーグ „Кясу паригу“) 342. Вик на победата (勝利の雄叫び „Шори но отакеби“) 343. Едно вечно кралство (永遠の王国 „Ейен но ококу“) 344. Към бъдещето (未来へ „Мирай е“) 345. Наследници (継がれゆくもの „Цугареюку моно“) 346. Като небето (あの空のように „Ано сора но йо ни“) | 15 май 2020 г.           |                            |

## Глави, които все още не са в танкобон формат
Странична история 6. Дъждовната гора приветства началото